# North–South Ski Bowl
A North–South Ski Bowl a Washingtoni Állami Egyetem és az Idahói Egyetem sípályája volt az Idaho állambeli Benewah megyében. Az Idaho State Highway 6-ről elérhető pályát a St. Joe Nemzeti Erdőben, a Dennis-hegyen alakították ki északkeleti irányban.

## Történet
Az 1930-as években a U.S. Forest Service által karbantartott terület eredeti kezelője a Washingtoni Állami Főiskola (ma Washingtoni Állami Egyetem) volt. Az eredetileg „Emida Ski Bowlként” ismert pálya az 1950-es években a „St. Joe Ski Bowl” nevet viselte. Az 1958-as gyér havazás után a terület Fred Craner és fivére tulajdonába került, akik 1959-ben felvonót építettek.
Az elkövetkező években a pálya a Washingtoni Állami Egyetem és az Idahói Egyetem síugrásra kijelölt gyakorlótere volt. 1960-ban megalapították a szomszédos patakról elnevezett Ramskull klubot, 1962-ben pedig a területhez vezető utat bővítették és parkolókat jelöltek ki.
A létesítményt az 1969–1970-es szezonra lezárták; ezután 1980-ig a WSU hallgatói önkormányzata üzemeltette azt. 1970-ben libegőt, 1976-ban pedig új kiszolgálóépületet emeltek, a pályát pedig kivilágították, ezáltal alkalmassá vált az éjszakai használatra. Az 1979-es év pénzügyi nehézségei miatt 1980-tól négy évig a sípályát egy magánüzemeltető működtette, majd 1984-ben a hallgatói önkormányzat a létesítményt eladta.
Az elöregedő felvonó és az alacsony tengerszint feletti magasság miatti alacsony hómennyiség következtében a területen az 1980-as évektől nincs lehetőség alpesisíre; ma a pálya alsó részét sífutáshoz alakították át, a felső részen pedig egy konferenciaközpont foglal helyet.

## Fordítás
Ez a szócikk részben vagy egészben  a   North–South Ski Bowl című angol Wikipédia-szócikk ezen változatának fordításán alapul.  Az eredeti cikk szerkesztőit annak laptörténete sorolja fel. Ez a jelzés csupán a megfogalmazás eredetét és a szerzői jogokat jelzi, nem szolgál a cikkben szereplő információk forrásmegjelöléseként.